# Princeton University Art Museum

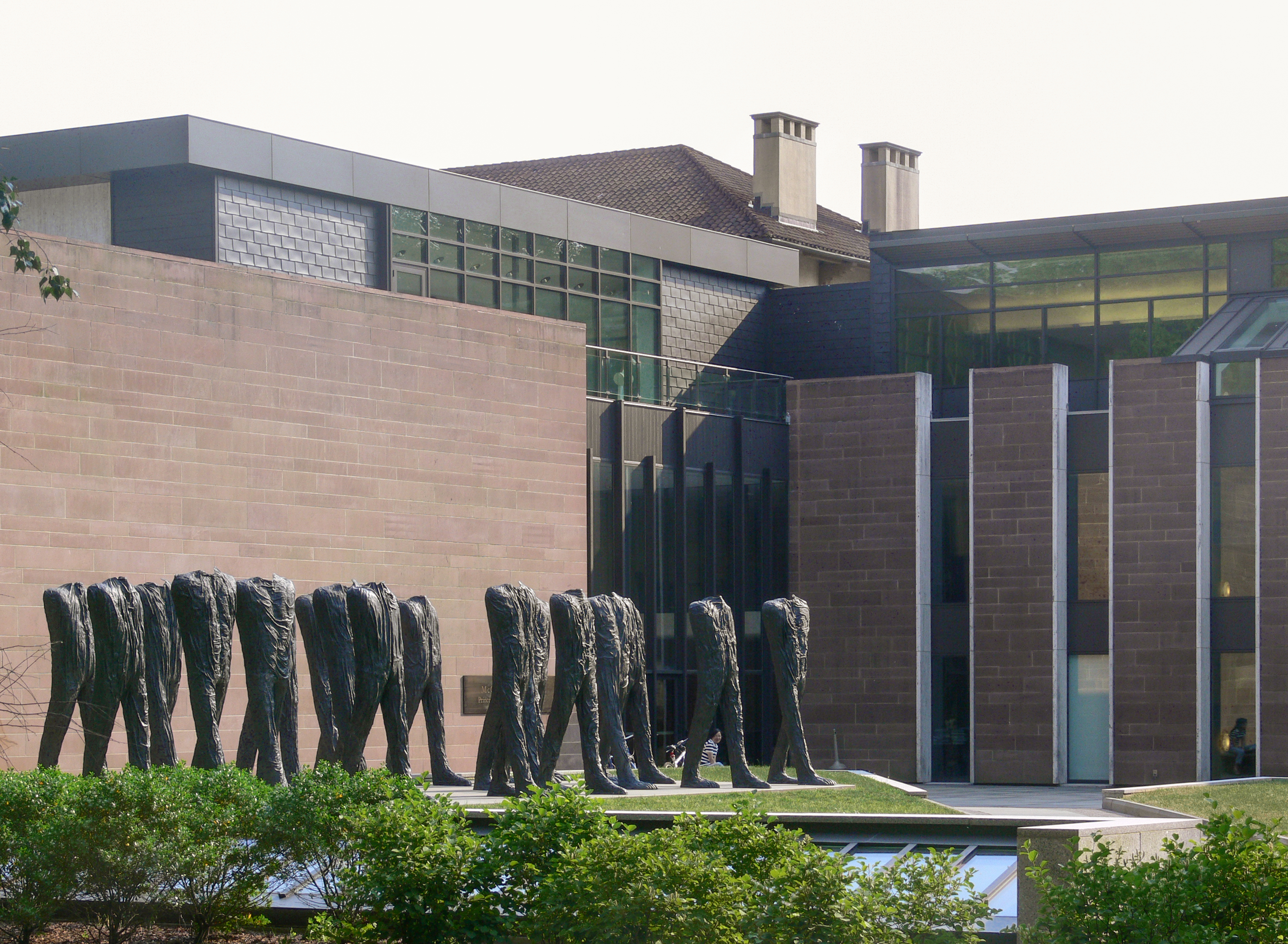
Princeton University Art Museum

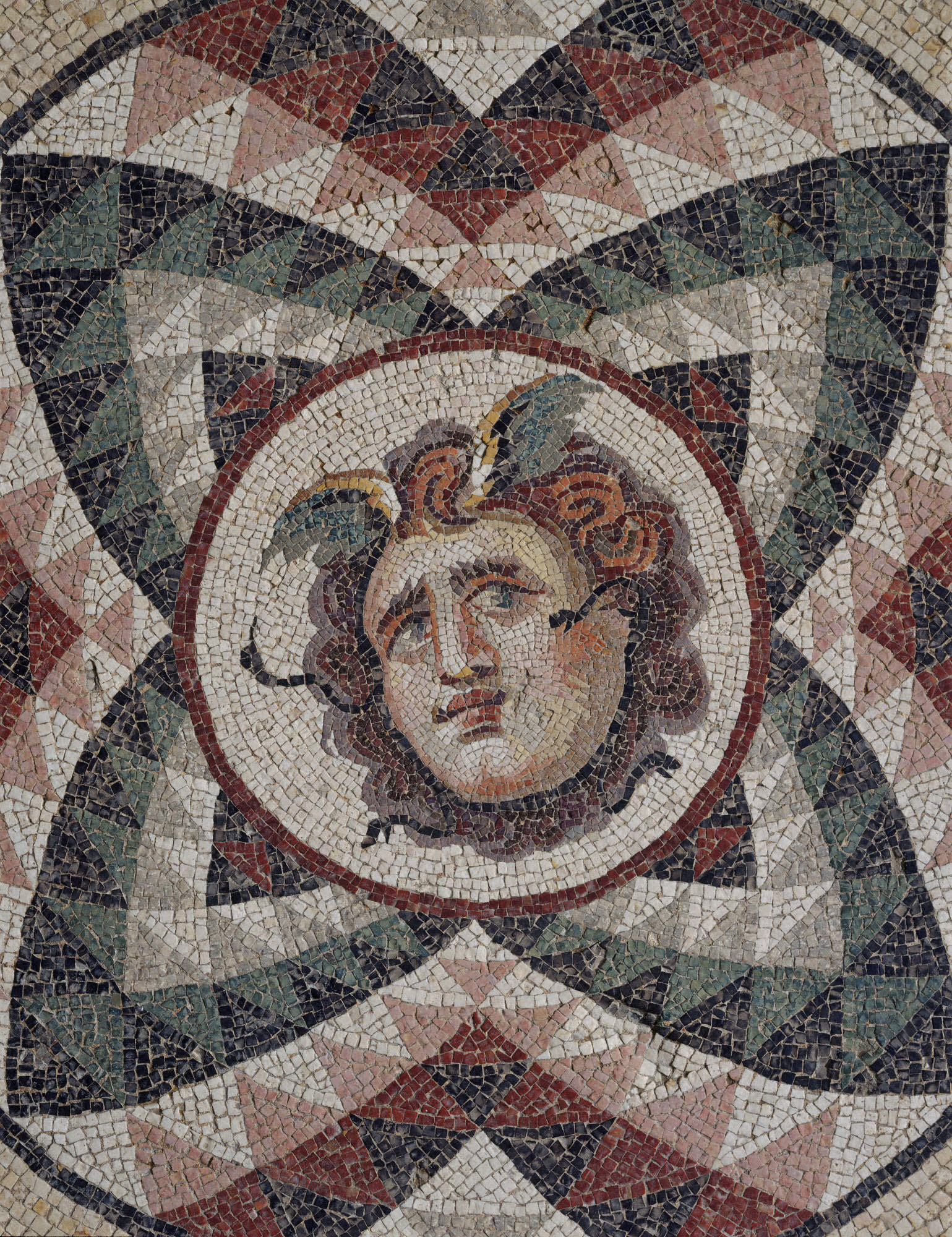
Kopf der Medusa. Römisches Mosaik aus Antiochia, 2. Jahrhundert n. Chr.

Das Princeton University Art Museum (PUAM) ist die Kunstgalerie der Princeton University in Princeton, New Jersey. Sie wurde 1882 gegründet und beherbergt momentan über 92.000 Kunstwerke von der Antike bis zur Moderne. Schwerpunkte der Sammlung liegen im Mittelmeerraum, in Westeuropa, China, Lateinamerika und den USA. Neben griechischen und römischen Antiquitäten, darunter römischen Mosaiken aus den Ausgrabungen der Universität Princeton in Antiochia, sowie europäischen Gemälden von der Frührenaissance bis ins 19. Jahrhundert sind vor allem die rund 27.000 Fotografien zu erwähnen, im Zeitraum von der Erfindung der Daguerreotypie 1839 bis zur Gegenwart. Die Asienabteilung enthält eine reichhaltige Sammlung chinesischer Kalligraphie und Malerei, Schmuckstücke aus Jade sowie Porzellan.
Der Architekt David Adjaye erbaut ab 2020 ein neues Museumsgebäude am ursprünglichen Sitz.
Das Museum enthält folgende Sammlungen:
1. Kunst aus Afrika
2. Kunst aus Amerika
3. Kunst aus der Antike, Byzanz und dem Islam
4. Präkolumbianische Kunst
5. Kunst aus Asien
6. Campus-Sammlungen
7. Kunst aus Europa
8. Moderne und zeitgenössische Kunst
9. Fotografische Sammlung
10. Drucke und Zeichnungen